# Kara Fatma
Fatma Seher Erden (Erzurum, Imperio otomano, 1888 - Estambul, 2 de julio de 1955), más conocida como Kara Fatma, es una heroína de la Guerra de Liberación Nacional de Turquía.

## Vida y carrera militar
Casada con un oficial del ejército del Imperio otomano, Ahmet Bey, conoció la guerra en las Guerras de los Balcanes a joven edad. Perdió su marido durante la Primera Guerra Mundial, en el frente del Cáucaso.

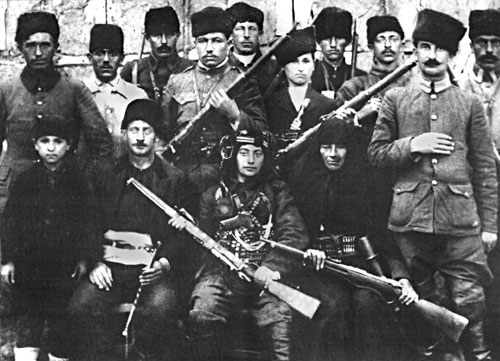
Kara Fatma (delante, al centro) y sus compañeros y compañeras de armas durante la guerra.

Con deseos de contribuir a la Lucha Nacional en la campaña militar, viajó a Sivas donde se reunió con Mustafa Kemal Pasha, durante el Congreso de Sivas, y le transmitió su propósito de participar como voluntaria en la Lucha Nacional turca. Mustafa Kemal la autorizó para participar en la guerra de liberación, junto con algunas otras mujeres, y le fue conferido el rango y título de çavuş (sargento). Parece que fue el mismo Mustafa Kemal quien la llamó por primera vez Kara Fatma (Fatma la Morena) y así quedó su nombre hasta la ley de apellidos de 1934. Fatma fue ascendida al rango de (primer) teniente por el gobierno de Ankara por sus éxitos contra el ejército invasor griego, comandando una fuerza de milicia que se componía de unos 300 hombres y mujeres.

## Después de la guerra
Kara Fatma fue condecorada con la Medalla de independencia de la recién establecida República de Turquía.
Después de la ley de apellidos de 1934, Fatma Seher recibió el apellido Erden.

## Últimos años
Fatma Seher Erden murió sola y pobre en 1955.

## En las artes
El pintor turco İsmail Acar hizo un retrato de Kara Fatma, dentro de su serie '"'Milli Mücadele Kadınları" (Mujeres de la Lucha Nacional).